# После. Навсегда
«После. Навсегда» (англ. After Everything) — американский мелодраматический фильм, основанный на популярных книгах серии «После» от Анны Тодд. «После. Навсегда» — пятый и последний фильм из серии фильмов франшизы «После» и продолжение четвёртого фильма «После. Долго и счастливо». Премьера фильма в США состоялась 13 сентября 2023 года.
Критики, в основном, проигнорировали выход картины, однако те отзывы, что имеются, в целом негативные.

## Сюжет
Хардин разговаривает со своими родителями и изо всех сил пытается забыть Тессу, когда он приступает к написанию своей следующей книги.
Хардин убит горем из-за того, что Тесса хочет двигаться дальше и не быть с ним, в то время как Хардин хочет быть с ней. Тесса говорит Хардину двигаться дальше. Далее Хардин едет в Лиссабон, Португалию, чтобы просить Натали простить его за все, что он с ней сделал раньше. Когда он сталкивается лицом к лицу с Натали, она хочет, чтобы он ушел. Позже Хардин встречает Себастьяна (друга Натали), который ненавидит Хардина. Будут ли после этих ситуаций Хардин и Тэсса вместе — остаётся загадкой.

## В ролях
- Джозефин Лэнгфорд — Тесса Янг
- Хиро Файнс-Тиффин — Хардин Скотт
- Луиза Ломбард — Триш Дэниэлс
- Стивен Мойер — Кристиан Вэнс
- Мими Кин — Натали
- Бенджамин Масколо — Себастьян
- Кора Кирк — Фрейя
- Роза Эскода — Кэт
- Джессика Веббер — Мэдди
- Элла Мартин — Наоми
- Роб Эстес — Кен Скотт
- Ариэль Кеббель — Кимберли Вэнс
- Мира Сорвино — Кэрол Янг
- Фрэнсис Тернер — Карен Скотт
- Ченс Пердомо — Лэндон
- Киана Мадейра — Нора
- Картер Дженкинс — Роберт
- Антон Коттас — Смит
- Ая Иванова — Эмери
- Брайан Питт (продюсер) — один из посетителей кафе в Португалии (эпизодическая роль)
- Нийи Акин — молодой Марк, друг Хардина
- Харрисон Остерфилд — молодой Джеймс, друг Хардина

## Производство и релиз
Существование фильма держалось в секрете до мировой премьеры «После. Долго и счастливо», в которой Хиро Файнс-Тиффин объявил, что они только что закончили съёмки пятого фильма под названием «После. Навсегда».
Фильм снимался в Португалии в 2022 году и также в нём использовали кадры, снятые режиссёром Кастилл Лэндон в 2020 году в Болгарии во время съемок третьего и четвёртого фильмов франшизы «После». Продюсер Дженнифер Гибгот сообщила в 2023 году, что в создании сценария пятого фильма участвовали режиссёр Кастилл Лэндон и актёры фильма: Джозефин Лэнгфорд и Хиро Файнс-Тиффин.
Предпродажа билетов на предпоказ пятой части молодёжной романтической франшизы (13 сентября) в России предварительно освоила 4,35 млн рублей. Это второй результат среди сборам предпоказов пяти частей франшизы.
Фильм был выпущен в ограниченном прокате в США 13 сентября 2023 года компанией Voltage Pictures. 3 октября 2023 года фильм был выпущен в США в формате видео по запросу, а 6 октября 2023 года он стал доступен на Prime Video. С 11 января 2024 года фильм начал транслироваться на Netflix в разных странах мира.

## Продолжение
В апреле 2021 года Лэндон заявила, что в производстве находятся приквел и дополнительный сиквел, рассказывающий о детях главных героев серии. Однако, несмотря на это, дистрибьютор Voltage Pictures в 2023 году заявил, что лента «После. Навсегда» станет завершением франшизы.